# Uplengen
Uplengen är en kommun i distriktet Leer i den södra delen av det historiska landskapet Ostfriesland i den tyska delstaten Niedersachsen. Kommunen har cirka 
12 000 invånare.

## Historia

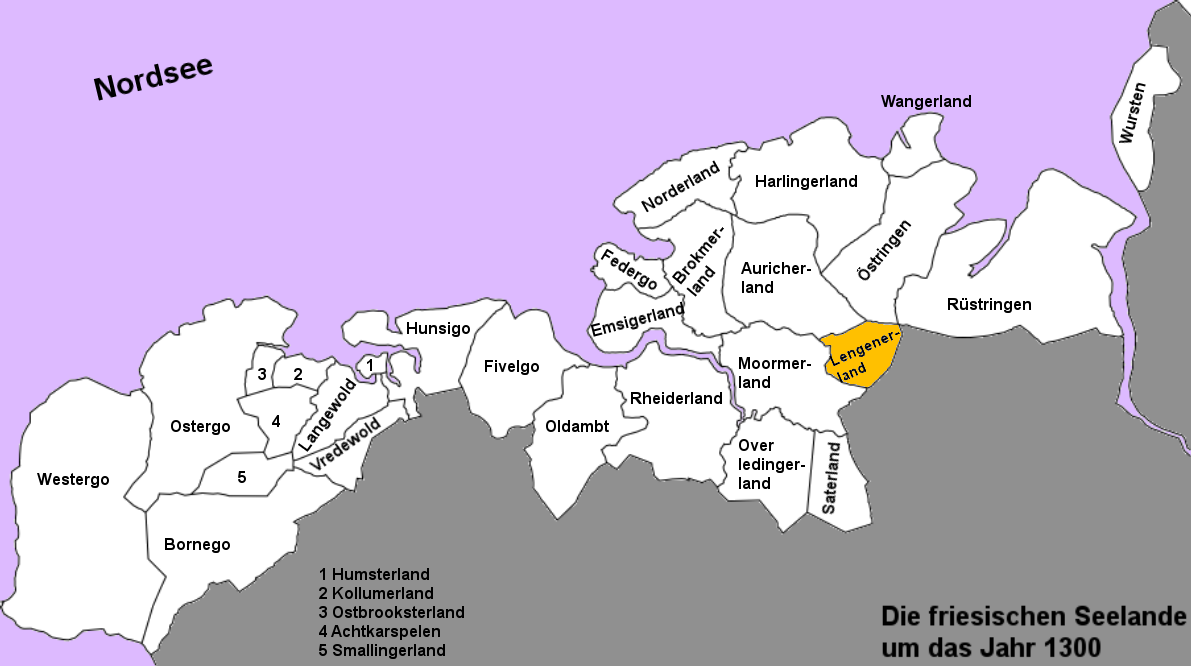
Lengenerland vid tiden för den frisiska friheten runt år 1300

Uplengen ligger i det gamla frisiska landskapet Lengenerland. Lengenerland gränsade till de flera andra frisiska landskap: Rüstringen, Östringen, Auricherland och Moormerland. Under tiden för den frisiska friheten kom företrädare för de frisiska landskapen årligen i samband med pingst till Upstalsboom utanför Aurich för att diskutera frisiska rätts- och lagfrågor.
Lengenerland, som omnämndes första gången 1398, hade sitt ursprung i frankernas Emsgau och huvudort i landskapet var Remels. Lengenerland ligger i utkanten av det som senare kom att bli Ostfriesland, på gränsen till Ammerland och Oldenburg, med vilka ett flertal konflikter har ägt rum.
På 1300-talet byggdes en försvarsanläggning, Lengen, vid Grossander. Området styrdes länge av lokala hövdingar och först genom Focko Ukena, som var son till Amke von Lengen, kom Lengenerland på 1400-talet under ostfriesiskt styre och förenades med övriga delar av Ostfriesland. Lengenerland blev ett eget distrikt, Lengen. Efter Ukenas död 1436 kom området under Hamburgs inflytande och senare under den ostfriesiska adelsfamiljen Cirksenas herravälde.
I samband med att Edzard I av Ostfriesland blev greve av Ostfriesland byggdes borgen i Grossander ut som en gränspost mot Ammerland och Oldenburger Land. Borgen intogs 1514 av greven av Oldenburg i den så kallade sachsiska fejden. Ett år senare erövrades den tillbaka av ostfrieserna under ledning av Edzard I (Edzard den store). Först i och med giftermålet mellan greven Enno II av Ostfriesland och Anna av Oldenburg blev det slut på striderna mellan Oldenburg och Ostfriesland. Borgen i Grossander övergavs 1535. Samma år blev Lengen en del av Stickhausen. Resterna av borgen är numera skyddade och syns fortfarande i byn Grossander.
Det nuvarande området Uplengen har genom århundradenas lopp präglats av jordbruket. Ett flertal byar byggdes upp och Remels kom att förbli den största byn i området. Under 1700- och 1800-talen blev myrområdena i området föremål för kultivering och nya så kallade fehnområden växte upp, bland annat i Nordgeorgsfehn, Südgeorgsfehn och Neufirrel. Kanaler, slussar och kanalbroar byggdes och torven fraktades iväg.
I samband med kommunreformen 1973 slogs 19 dittills självständiga kommuner samman till den nuvarande kommunen Uplengen. Den nya kommunen fick sitt namn från det gamla historiska frisiska landskapet Lengenerland.

## St. Martins kyrka i Remels

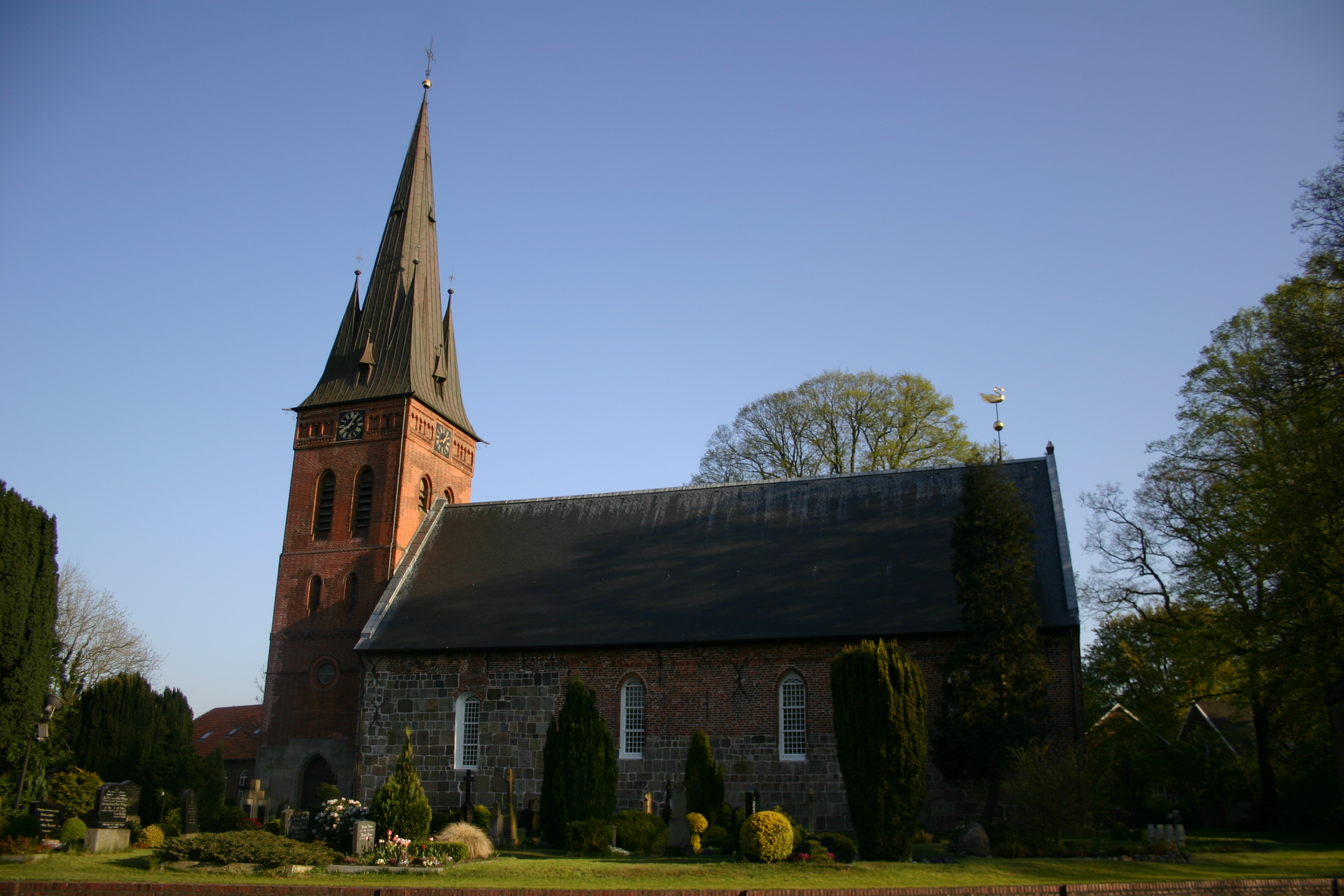
St. Martins kyrka i Remels, Uplengen

Den äldsta byggnaden i Uplengen är den gamla försvarskyrkan i Remels. Den byggdes i flera omgångar och de äldsta delarna härstammar från 1000- och 1100-talen. Interiört består kyrkan av fyra stenvalv som bärs upp av pelare. Bland kyrkans äldsta föremål är den i sandsten huggna dopfunten. Altaret är från 1600-talet och orgeln från 1700-talet.
Exteriört finns bland annat i kyrkans nordsida ett järnhalsband som användes som fängsel. I den västra kyrkväggen finns en kvadratisk granitsten "Lengener Boom-maat" som användes som måttstock. Vid kyrkan finns kyrkogårdsporten Ostertor, vilken numera finns i kommunens vapen. Den byggdes antagligen vid samma tidpunkt som kyrkan.
Kyrkor finns även i andra delar av kommun, bl.a. Kristuskyrkan i Hollen och Fredskyrkan i Ockenhausen.

## Natur och kultur

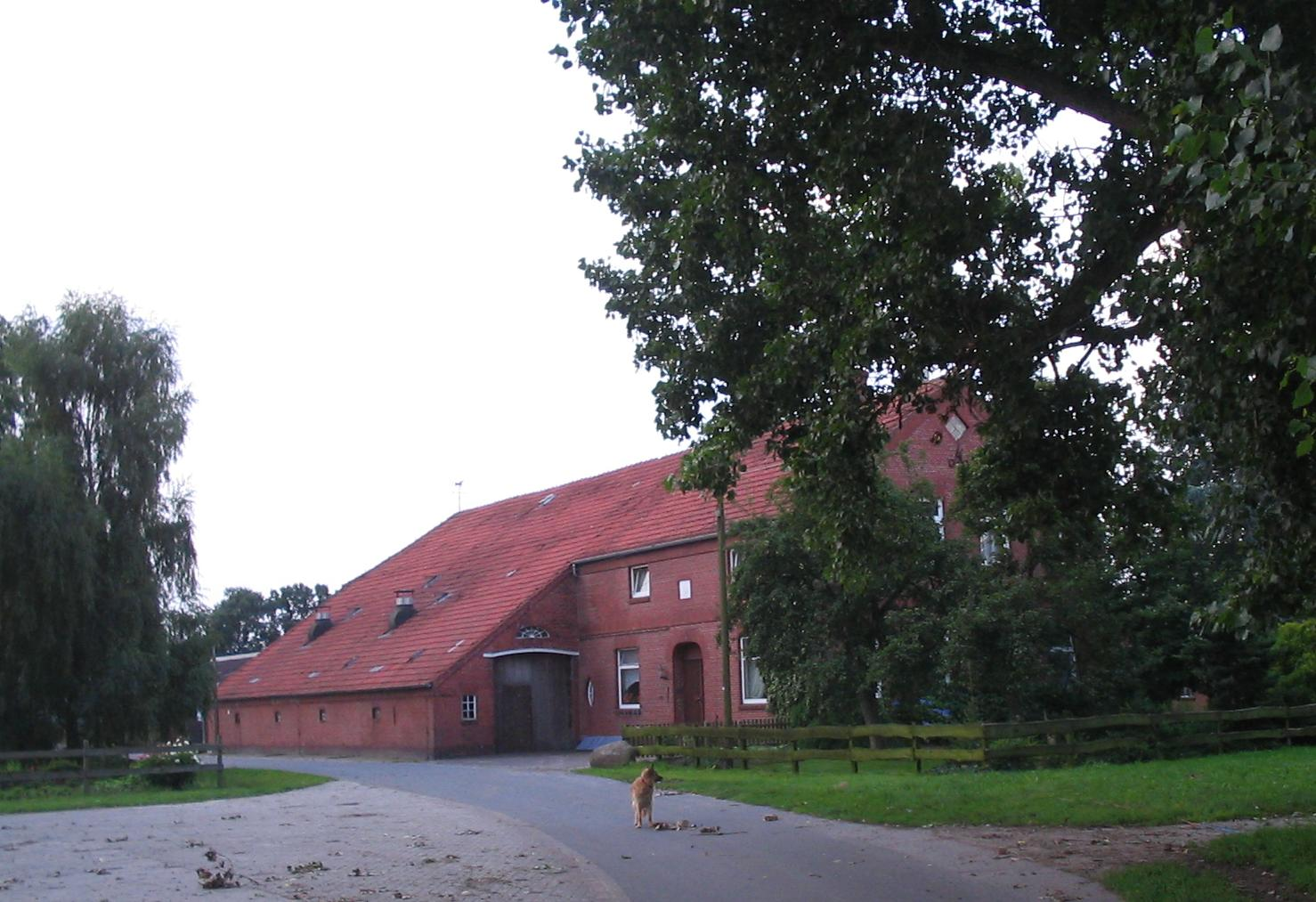
Bondgårdarna i Ostfriesland har ofta kombinerade bostadshus och ladugårdar

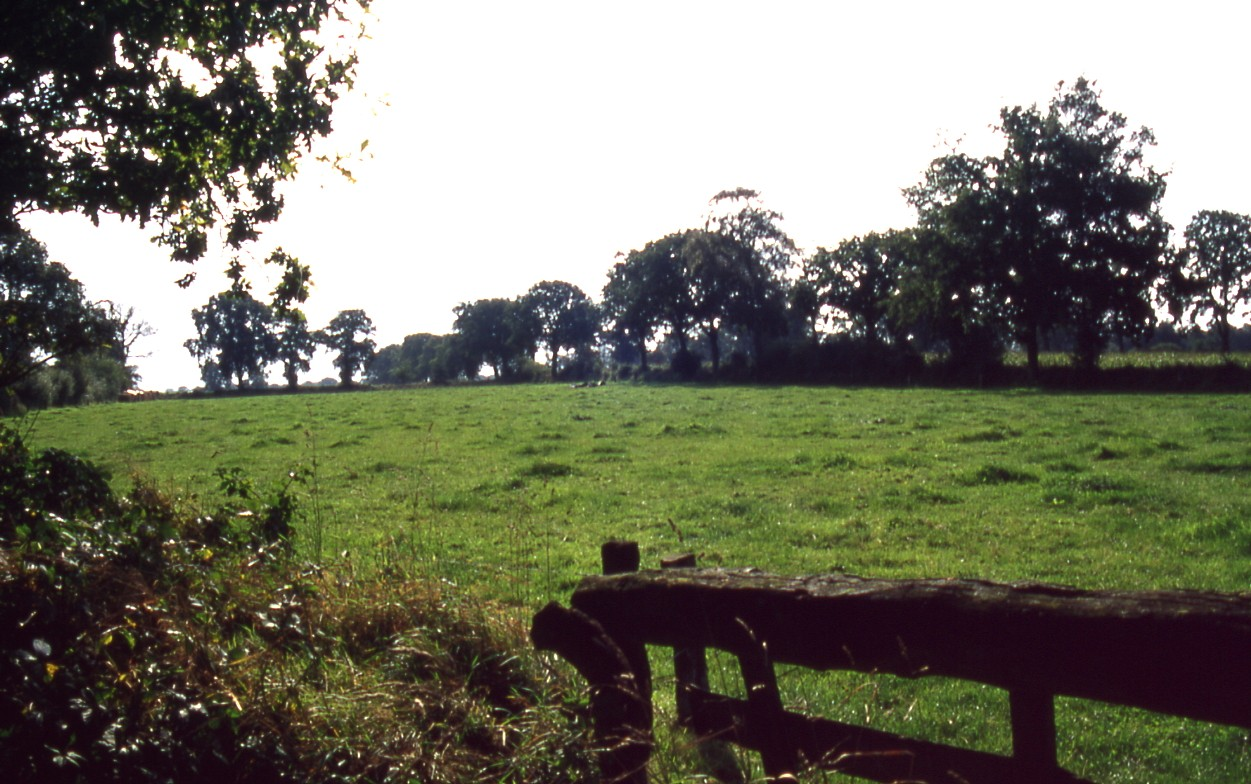
De för Ostfriesland typiska vallhäckarna

Uplengen ligger på det nordtyska låglandet mellan de stora öppna jordbruksmarkerna i östra Ostfriesland och det omväxlande parklandskapet i Ammerland. I Uplengens jordbruksbygder finns ett otal så kallade vallhäckar, vilka ursprungligen har anlagts för att avgränsa åkrar och ängar. Vallarna är delvis över 300 år gamla och beväxta med buskar och träd. De består av jord, sten och torv och är numera kulturminnesförklarade.
En stor del av Uplengen präglas även av myrområden som inte har odlats upp och som i dag är naturskyddsområden (Stapeler Moor, Neudorfer Moor, Lengener Meer och Hollesand). Vid Hollesand finns kommunens enda skog och Ostfrieslands högsta "berg", Kugelberg.
Inom kommunen finns flera kanaler och väderkvarnar. Genom kommunen går bland annat Nordgeorgsfehnkanalen (från floden Jümme till Ems-Jade-kanalen). Den byggdes i början på 1800-talet för att torrlägga myrområden och för att frakta torv. Den kommersiella trafiken på kanalen upphörde 1962 och i dag används den huvudsakligen av turistbåtar. I dag finns tre väderkvarnar kvar, i Remels, Südgeorgsfehn och Grossoldendorf. Kvarnen i Remels är av holländsk typ och byggdes år 1803 som sockenkvarn.

## Orter i Uplengen
- Bühren
- Großoldendorf
- Großsander
- Hollen
- Jübberde
- Klein Remels
- Kleinoldendorf
- Kleinsander
- Meinersfehn
- Neudorf
- Neufirrel
- Nordgeorgsfehn
- Oltmannsfehn
- Poghausen
- Remels (huvudort och bland annat säte för kommunförvaltningen i Uplengen)
- Selverde
- Spols
- Stapel
- Südgeorgsfehn

## Näringsliv
Uplengens näringsliv präglas till stor del av jordbruket. Under senare år har dessutom turismen ökat i omfattning, inte minst cykel- och kanotturism. I huvudorten Remels spelar handeln en viktig roll. Genom kommunen går motorvägen A28 från Leer till Oldenburg. Ett flertal cykelleder går genom kommunen.